# Holly Williams
Holly Williams (* 12. März 1981 in Nashville, Tennessee) ist eine US-amerikanische Countrysängerin, Songwriterin und Gitarristin.

## Leben
Sie ist die Enkelin des Countrymusikers Hank Williams, Tochter von Hank Williams Jr. und Halbschwester von Hank Williams III. Nach der Trennung ihrer Eltern wuchs Williams bei der Mutter auf, hatte aber weiterhin ein gutes Verhältnis zu ihrem Vater. Erst mit 17 Jahren beschloss sie, selbst Gitarre spielen zu lernen, wobei sie unter Anleitung ihres Vaters schnelle Fortschritte machte und bald auch eigene Songs schrieb.

## Diskografie

### Alben
- The Ones We Never Knew (2004)
- Here with Me (2009)
- The Highway (2013)

### Singles
- Sometimes (2005)
- Keep the Change (2009)
- Mama (2009)